# AWAKE (ラジオ番組)
『AWAKE』（アウェイク）は、2021年4月1日よりBAYFMで放送されているラジオ番組。2025年3月31日からはラジオ大阪でも同時ネットで放送されている。

## 概要
2021年4月、『POWER BAY MORNING』の後番組として、40代から50代をこの番組のメインターゲットに据え、「目覚め「ある」朝」の新感覚の「情"考"番組」である。
月曜〜木曜のDJを務める有馬隼人は、2020年9月まで担当していた『有馬隼人とらじおと山瀬まみと』（TBSラジオ）以来半年ぶりに朝の生放送のラジオ番組へのレギュラー出演となるが、FMラジオ局への出演は約15年ぶりとなる。
金曜のDJを務める柴田幸子は、前番組の『POWER BAY MORNING』から引き続いての出演となる。
必要な情報を迅速に放送するため、AIリスク情報配信サービス「FASTALERT」を、2021年4月の放送開始時に生放送スタジオに導入している。
オープニングBGMはBasenjiの「Heirloom」。

### ラジオ大阪への同時ネット
2025年2月24日に、当番組とラジオ大阪の『藤川貴央のニュースでござる』内にて、2025年3月31日から当番組が大阪のAMラジオ局「ラジオ大阪」でも同時ネットされることが発表された。本来はこのタイミングでの発表は予定していなかったが、ラジオ大阪側の不手際により、前倒しされる形での発表となった。
ラジオ大阪とBAYFMとの目立った関係はこれまではなかったが、ラジオ大阪自体はこれまでNRN加盟局ではある一方で、非加盟であるJRN系列のみで放送されている生放送番組『生島ヒロシのおはよう一直線』→『おはよう一直線』や『土曜朝6時 木梨の会。』を同時ネットするなど、加盟ネットワーク以外での番組ネットを行ってきた背景もあり、今回はその他の要素なども加わった結果の同時ネットになったと考えられる。
FM局の生放送番組をAM局へ同時ネットすること自体は異例なケースであり、これまでは収録番組の同時ネット・時差ネットに留まっていたが、その壁を一つ乗り越える出来事となった。
交通情報や各コーナー冒頭の提供読みはそのまま放送し、コーナー後のCM部分は差し替えが行われる。
2025年4月24日の放送はBAYFMローカル分含めラジオ大阪から放送した。

## DJ
- 月 - 木曜日
  - 有馬隼人（2021年4月1日 - ）
- 金曜日
  - 柴田幸子（2021年4月2日 - ）
- 月一レギュラー
  - 里崎智也 毎月最終月曜レギュラー
  - 大坪信剛 毎月第一火曜レギュラー

- 有馬隼人の夏季休暇.欠席時代理DJ
  - 柴田幸子（2022年10月31日・11月1日、2023年6月26日・27日、2023年10月9日、2024年7月8日・9日、2025年6月24日・30日）
  - 大坪信剛（2022年11月1日・2023年6月27日・2024年7月9日）
  - 安東弘樹（2022年11月2日・2024年7月11日・2025年6月25日）
  - 佐々木成三（2022年11月3日・2023年6月29日・2024年7月10日）
  - 秋山博康（2022年11月3日・2023年6月29日・2024年7月10日）
  - 福原直英（2025年6月26日）
  - 里崎智也（2023年6月26日）
  - 堀井美香（2023年6月28日）

## タイムテーブル
- 6:00 オープニング
- 6:05 BAYFM UPDATES
- 6:07 BAYFM WEATHER UPDATES
- 6:38 BAYFM WEATHER UPDATES
- 6:40 チバテレからのお知らせ…火：チバテレの番組情報を金曜日担当の情報アナウンサー土井結貴の事前収録によるナレーションで伝える[注 2]。
- 6:42 BAYFM TRAFFIC UPDATES（首都高、月・水・金：共立輸送提供）
- 6:53 快適生活ラジオショッピング
- 7:01 BAYFM TRAFFIC UPDATES（千葉県警、月・水：J:COM、火：ちばぎんカード、木：うまプロ提供）
- 7:03 BAYFM UPDATES（月〜水・金：千葉土建一般労働組合提供）
- 7:05 BAYFM WEATHER UPDATES（ウェザーニュース、マックス運輸提供）
- 7:18 MAKUHARI MESSE EVENT INFORMATION… 月曜、隔週：幕張メッセのイベント情報のお知らせ。
- 7:22 BAYFM TRAFFIC UPDATES（首都高、千葉銀行提供。ここのみ事前収録による後提供あり）
- 7:38 BAYFM WEATHER UPDATES
- 7:42 BAYFM TRAFFIC UPDATES（千葉県警、月：レンティ、木：東方地所、金：なごみの米屋提供）
- 7:55 ちーばレポ… 金曜日のみちばぎん総合研究所提供。
- 8:00 BAYFM UPDATES（月：黒平まんじゅう本舗、火～金：日進レンタカー提供）
- 8:03 BAYFM WEATHER UPDATES（月：オートウィル、火：千葉鋼材、木：中原病院、金：東方エージェンシー提供）
- 8:05 BAYFM TRAFFIC UPDATES（首都高）
- 8:10 BAYFM AIRLINE UPDATES（火～木：日進レンタカー提供）
…羽田空港の発着便の情報を日本空港ビルデングのキャスターが伝える。
- 8:12 CHIBA TOYOPET  Legame Wonderful Drive … 車の運転、メンテナンス、ドライブコース等に関するトピックを紹介。
- 8:22 BAYFM TRAFFIC UPDATES（千葉県警、月・火：ネッツトヨタ千葉、木：ナガミネゴルフセンターグループ、金：南総通運提供）
- 8:25 AWAKEウィークリーファナンシャ・ライフ… 木：お金の悩み、不安を払拭すべくフィナンシャルクリエイト代表取締役の高塚大弘と共にお送りするコーナー。
- 8:38 BAYFM WEATHER UPDATES… 水曜日のみ蘭々の湯提供。
- 8:42 BAYFM TRAFFIC UPDATES（千葉県警）
- 8:55 エンディング
…9:00からの後続番組『miracle!!』（月～木）のANNA、『MOTIVE!!』（金曜）の安東弘樹・宮島咲良とクロストークを行う。
- 8:56:56 放送終了